# Peter Wadhams
Peter Wadhams (né le 14 mai 1948), est professeur de physique des océans et directeur du département de physique de l'océan polaire à l'université de Cambridge, en Angleterre. Il est considéré comme un expert de l'océan Arctique.

## Biographie
Peter Wadhams commence sa carrière dans les sciences de l'océan comme assistant de recherche. En 1969, il passe un an à bord du navire de recherche canadien Hudson dans le cadre de l'expédition Hudson-70 qui a accompli le premier tour des Amériques. Il est ensuite directeur de l'Institut Scott Polar Research à Cambridge de 1987 à 1992 avant de devenir directeur du département de physique de l'océan polaire à l'université de Cambridge en Angleterre. 
En avril 2005, il remet un rapport sur le Gulf Stream à Vienne. Après avoir plongé en sous-marin avec la Royal Navy, il alerte sur un possible arrêt des courants océaniques dans la région dont les conséquences pourraient être à long terme la glaciation de pays comme la Grande-Bretagne. 
Souvent consulté par les médias concernant l'évolution de la banquise dans le cercle arctique, il fait partie des chercheurs ayant prévu l'effondrement des glaces de mer de l'été 2007. Il demande en septembre 2012 dans un mail destiné au journal The Guardian « des mesures d'urgence », car il prévoit que dès 2016, la glace d'été en Arctique aura probablement disparu. « Nous ne pouvons plus prétendre faire quelque chose contre le changement climatique dans quelques décennies. Il est non seulement urgent de réduire les émissions de CO2, mais aussi d'examiner d'autres façons de ralentir le réchauffement, en développant notamment diverses méthodes de géo-ingénierie », ajoute-t-il. En juin 2016, il prévoit à nouveau que la superficie gelée de l'Arctique pourrait atteindre des niveaux très bas mais cette prédiction s'est révélée exagérément pessimiste.
Au cours de sa carrière d'océanographe, Peter Wadhams a conduit plus de 40 expéditions polaires.

### Controverse
Après des déclarations à un périodique britannique,,, qu'il avait niées, le professeur Wadhams a été pris dans une polémique faisant suite au décès de trois scientifiques. Sa saisine de l'IPSO à l'encontre de ce journal n'a cependant pas été considérée comme fondée,.

### Nomination
Il est membre du comité scientifique de l'Agence européenne pour l'environnement à Copenhague et membre de l'Académie finlandaise. 

### Récompenses
Il reçoit la médaille polaire, remise par la reine d'Angleterre, et le prix Italgas pour les sciences de l'environnement.